# Đuro Šarošac
Đuro Šarošac (u mađ. dokumentima Sarosácz György) je hrvatski etnolog i muzeolog iz Mađarske, iz Mohača. Jedan je od najpoznatijih mađarskih etnologa. Ravnatelj je Muzeja "Kanizsai Dorottya" u Mohaču, u kojem je radio preko 34 godine. Zahvaljujući njegovom terenskom radu, taj muzej danas posjeduje bogatih fundus narodnih rukotvorina te mnoštva nosača podataka u svezi s tradicijskom kulturom mađarskih Hrvata, Srba i Slovenaca. 
Budući da Hrvati u odnosu na te druge dvije mađarske manjine su znatno mnogobrojniji, najveći dio tog muzejskog fundusa se odnosi na njih.
Područje Šaroščevog znanstvenog interesa su Hrvati u Mađarskoj, a posebice bošnjački Hrvati, a bavi se i sakupljanjem narodnog blaga.
Pisao je i za tradicionalni godišnjak Hrvatske državne samouprave iz Budimpešte Hrvatski kalendar.

## Djela
(izbor)
- Magyarország délszláv nemzetiségei. In. Népi Kultúra – Népi Társadalom, 7. k. Bp., 1973. 369–390.
- Narodna riznica Hrvata u Mađarskoj , 1991.
- Tisućustogodišnje veze Hrvata i Mađara = Ezerszázéves Horvát - Magyar kapcsolatok , 1999.
- Narodna umjetnost Hrvata u Mađarskoj = Magyarorszagi Horvat Nepmuveszet, 2001.
- Slaveni na prostoru gdje danas obitavaju bošnjački Hrvati , 2008.
- Slaveni u Baranji prije dolaska Mađara i za vrijeme Arpadovića (Honfoglalás előtti és Árpád-kori szlávok Baranyában), 2009.